# Вышибала: Эпический замес
«Вышибала: Эпический замес» (англ. Goon: Last of the Enforcers) — канадско-американский комедийный фильм 2017 года, продолжение фильма 2011 года. Режиссёром стал канадский актёр Джей Барушель. Премьера фильма состоялась в Канаде 17 марта 2017 года.

## Сюжет
Даг Глатт — тафгай команды «Горцы Галифакса» (англ. Halifax Highlanders). Перед игрой, открывающей сезон, Даг становится капитаном и выводит свою команду на лёд, где получает травму правой руки во время противостояния с другим тафгаем. В итоге, Глатту приходится оставить хоккей и начать работать в офисе. Через некоторое время тот самый тафгай, Андерс, сын владельца команды Хайрума Кейна, получает должность капитана.
Даг встречает старого друга Росса и просит обучить его бороться левой рукой. Поучаствовав в нескольких играх в низшей хоккейной лиге, Даг возвращается к «Горцам» и собирается помочь команде выйти в плей-офф.

## В ролях
| Актёр              | Роль                                      |
| ------------------ | ----------------------------------------- |
| Шонн Уильям Скотт  | тафгай Даг "Головорез" Глатт              |
| Джей Барушель      | Пэт лучший друг Дага                      |
| Лев Шрайбер        | Росс "Босс" Рэа                           |
| Элисон Пилл        | жена Дага Ева Глатт                       |
| Элиша Катберт      | Мэри сестра Евы                           |
| Марк-Андре Гронден | Ксавье Лафлейм                            |
| Уайатт Рассел      | Андерс Кейн                               |
| Ким Коутс          | тренер команды Ронни Ортенс               |
| Джонатан Черри     | голкипер команды Марко "Белчи" Белчиор    |
| Ти-Джей Миллер     | комментатор Чэд Бэйли                     |
| Юджин Леви         | мистер Глатт отец Дага                    |
| Дэвид Петкау       | Айра Глатт                                |
| Каллум Кит Ренни   | владелец команды Хайрум Кейн отец Андерса |
| Джейсон Джонс      | Боб Форбс                                 |
| Бумер Филлипс      | Уолтерс                                   |
| Джеймс Дати        | в роли себя                               |
| Тайлер Сегин       | хоккеист                                  |
| Майкл Дель Зотто   | хоккеист                                  |
| Брэндон Праст      | хоккеист                                  |
| Колтон Орр         | хоккеист                                  |
| Жорж Ларак         | хоккеист                                  |
| Джордж Паррос      | хоккеист                                  |

## Производство
24 сентября 2012 года стало известно, что Джей Барушель вернётся к роли Пэта, а режиссёрское кресло займёт Майкл Дауз (режиссёр первого фильма), продюсером фильма будет Эван Голдберг.
15 мая 2015 года было объявлено, что Дауз покинул проект и режиссёром станет сам Джей Барушель, также стало известно, что полное название фильма — Goon: Last of the Enforcers, и что Шонн Уильям Скотт снова исполнит главную роль тафгая Дага Глатта.
Съёмки начались 10 июня 2015 года в Торонто (Канада).
Также съёмки проходили на хоккейной арене Barrie Molson Centre в городе Барри с конца июля по 13 августа.
В качестве камео в фильме снимались многие известные хоккеисты — Тайлер Сегин, Брэндон Праст, Жорж Ларак и другие.